# احتجاجات الجامعات الإيرانية 2018
احتجاجات الجامعات الإيرانية عام 2018 عبارة عن سلسلة من الاحتجاجات من قبل طلاب الجامعات الإيرانية لدعم العمال وإضرابات المعلمين، وكذلك احتجاجًا على الأوضاع في البلاد بتلك الفترة. بدأت الاحتجاجات في 4 ديسمبر 2018 م. قال عنها النائب الإيراني محمود صادقي لوكالة الأنباء شبه الرسمية إيرنا، إن 58 طالبا معتقلا من جامعات في طهران والبقية من جامعات في مدن أخرى، وأكد اعتقال الكثير منهم في منازلهم.

## 4 ديسمبر
في 4 ديسمبر 2018 تجتمع عدد من طلاب في جامعة أمير كبير للتكنولوجيا في طهران لدعم الإضراب المستمر عن العمل والمعلمين. اشتبك الطلاب مع المتظاهرين المعارضين للباسيج. وردد الطلاب هتافات «لم يعد للمدافع والدبابات والأسلحة تأثير بعد الآن» و «العمال والطلاب يتحدون» و «يجب إطلاق سراح المدرسين والعمال والطلاب المسجونين» و «الموت لهذه الحكومة المخادعة». وفي أماكن أخرى من طهران احتج طلاب جامعة العلامة الطباطبائي على وجود أفراد من المخابرات في الحرم الجامعي. وفي نفس اليوم احتج طلاب جامعة بابول نوشيرفاني للتكنولوجيا ورددوا هتافات «تحيا الجامعة» و «أوقفوا القمع ضد طلاب الجامعة» و «طلاب الجامعة سيموتون لكن لن يقبلوا بالظلم».كما قام طلاب جامعة سهند للتكنولوجيا بالاحتجاج وأضربوا عن الطعام. ونظم الطلاب في جامعة الرازي في كرمانشاه احتجاجًا لدعم العمال في خوزستان، ورددوا هتافات «خبز، حرية، مجلس العمال».

## 29 ديسمبر
في 29 ديسمبر تجمع الطلاب في جامعة آزاد الإسلامية بطهران في الحرم الجامعي للحداد والاحتجاج بعد مقتل عشرة أشخاص في حادث حافلة وقع في 25 ديسمبر. طالب الطلاب باستقالة رئيس جامعة آزاد الإسلامية علي ولايتي، كما هتف المتظاهرون الذين بلغ عددهم بالمئات، ضد المسؤولين الذين شعروا أنهم مسؤولون عن الحادث.

## 30 ديسمبر
في 30 ديسمبر اجتمع الطلاب في جامعة آزاد الإسلامية لليوم الثاني على التوالي من الاحتجاجات، هتف الطلاب «ولايتي أنت مسؤول عن عمليات القتل هذه» و «يجب محاكمة المسؤولين غير الأكفاء». أظهر مقطع فيديو من الاحتجاجات سيارة تدهس وتصيب اثنين من الطلاب.

## 31 ديسمبر
في 31 ديسمبر 2018 تجمع الطلاب وبعض المدنيين أمام جامعة طهران تضامناً مع الطلاب في جامعة آزاد الإسلامية. وحاولت قوات الأمن وشرطة مكافحة الشغب السيطرة على المظاهرة، واشتبك المتظاهرون مع قوات الأمن ورددوا هتافات «الموت للديكتاتور» و «جبهاتنا للوطن وظهرنا للعدو» و «لا تخافوا كلنا معا» و «يجب على المسؤولين غير الأكفاء الاستقالة».